# Spirou BC Charleroi
Der Spirou Basket Charleroi ist ein Basketballverein aus der belgischen Stadt Charleroi, Provinz Hennegau, der Region Wallonien. 1989 gegründet, gehört Spirou Basket Charleroi in der jüngeren Vergangenheit zu den erfolgreichsten belgischen Vereinen im Basketball. Seit 1996 wurden zehn Meisterschaften gewonnen und fünf Pokalsiege errungen, davon viermal gemeinsam als Double. Maskottchen und Teil des Vereinsemblems ist die Comicfigur Spirou, eine Hauptfigur des gleichnamigen Comicmagazins, das vom Dupuis Verlag aus Marcinelle, einem bis 1977 eigenständigen Stadtteil von Charleroi, herausgegeben wird.

## Geschichte
Der Vorgängerverein war Éveil Monceau, ein Klub aus Monceau-sur-Sambre, einem ebenfalls 1977 eingemeindeten Stadtteil, der in den 1970er Jahren einige Spielzeiten im Korać-Cup vertreten war. 1989 gelang der Aufstieg in die erste belgische Liga und es folgte die Neugründung des Vereins als Spirou Charleroi. In der Saison 1992/93 nahm zum ersten Mal auf internationaler Ebene am Korać-Cup teil und erreichte ebenfalls zum ersten Mal die Finalserie der Play-offs um die Meisterschaft, in denen man Racing Mechelen unterlag, gegen die man in der Vorsaison im Halbfinale unterlegen war. Es folgten zwei weitere Vizemeisterschaften: 1994 musste man sich zum dritten Mal nacheinander Mechelen in den Play-offs geschlagen geben; im Jahr darauf schaltete man Mechelen endlich im Halbfinale aus, scheiterte aber an Sunair Oostende im Finale.
Danach gelang zur Saison 1995/96 die Verpflichtung von Eric Struelens aus der Konkursmasse von Mechelen und mit ihm die Revanche gegen Sunair im Play-off-Finale und damit die erste Meisterschaft. Dies war verbunden mit dem Pokalsieg gegen den gleichen Gegner, so dass man nicht nur beide nationale Titel zum ersten Mal gewann, sondern diese gleich als Double. Es folgten drei weitere Meisterschaften in Serie bis 1999; zunächst wurde wiederum Ostende in den Finalspielen bezwungen, danach zweimal Giants Antwerpen. Die letzte Meisterschaft in dieser Serie 1999 war wiederum verbunden mit dem Pokalsieg. 2000 scheiterte man als Titelverteidiger im Halbfinale an Ostende, gegen die man auch in folgenden beiden Spielzeiten jeweils im Finale verlor. Dafür konnte man nach der Pokalfinalniederlage 2001 gegen Doublegewinner Ostende wenigstens 2002 den Pokalsieg feiern.
In der Spielzeit darauf konnte man nicht nur den Pokaltitel verteidigen, sondern gewann ein weiteres Mal die Meisterschaft im Finale gegen RBC Verviers-Pepinster. 2004 folgte der nächste Meistertitel gegen den Finalgegner aus Lüttich, womit man sich für die Halbfinalniederlage im Pokal gegen den gleichen Gegner revanchieren konnte. In der Spielzeit darauf verlor man beide nationale Finalspiele, im Pokal gegen die Baskets aus Löwen und in der Meisterschaft gegen Euphony Bree. 2006 verpasste man gar den Sprung unter die besten vier Teams in der Meisterschaft, was man im Jahr darauf mit dem ersten Platz in der Hauptrunde der Meisterschaft zu korrigieren versuchte, jedoch im Halbfinale der Play-offs erneut an Euphony Bree scheiterte.
In der Saison 2007/08 spielte die Mannschaft in der Hauptserie zunächst nicht so überzeugend, aber nach einem Trainerwechsel stand man im Ende erneut mit dem Meistertitel da, nachdem man in den Play-offs ungeschlagen blieb und diesmal den Hauptrundenersten aus Bree bezwang. Zwei weitere Meistertitel folgten, in der Saison 2008/09 verbunden mit dem fünften Pokalsieg und vierten Double. 2010 siegte man in der Qualifikation der EuroLeague 2010/11 über den deutschen Vertreter Alba Berlin und erreichte erstmals wieder seit 2001 die Hauptrunde des höchsten europäischen Wettbewerbs, was in den zurückliegenden Jahren auch keinem anderen belgischen Verein gelungen war. Gleiches wiederholte sich 2011, nach der Meisterschaft gewann man das Qualifikationsturnier zur EuroLeague 2011/12 vor heimischen Publikum, in dem man unter anderem wiederum Alba Berlin besiegte. Nachdem man erneut in der ersten Hauptrunde der Euroleague ausgeschieden war, wechselte Aufbauspieler Demond Mallet zum Jahreswechsel kurzfristig zum israelischen Klub Maccabi Tel Aviv, kehrte aber nach deren Ausscheiden in den Viertelfinal-Play-offs der Euroleague bereits wieder zu Spirou zurück. Trotzdem unterlag man im fünften und entscheidenden Finalspiel der Meisterschaft Ostende in der Verlängerung und verpasste so den fünften Meisterschaftserfolg hintereinander.

## Aktueller Kader
| Spieler | Spieler            | Spieler           | Spieler    | Spieler | Spieler | Spieler             |
| Nr.     | Nat.               | Name              | Geburt     | Größe   | Info    | Letzter Verein      |
| ------- | ------------------ | ----------------- | ---------- | ------- | ------- | ------------------- |
|         |                    | Guards (PG, SG)   |            |         |         |                     |
| 4       | Belgien            | Jorn Steinbach    | 20.01.1989 | 181     |         | Okapi Aalstar       |
| 7       | Vereinigte Staaten | Justin Hamilton   | 19.12.1980 | 190     |         |                     |
| 8       | Vereinigte Staaten | Carldell Johnson  | 28.01.1983 | 177     |         | Austin Toros        |
| 11      | Belgien            | Amaury Jadin      | 10.08.1986 | 189     |         |                     |
| 14      | Vereinigte Staaten | Matt Walsh        | 02.12.1982 | 199     |         | Asowmasch Mariupol  |
| 20      | Vereinigte Staaten | Je’Kel Foster     | 22.07.1983 | 191     |         | Bayern München      |
|         |                    | Forwards (SF, PF) |            |         |         |                     |
| 5       | Vereinigte Staaten | Derrick Allen     | 17.07.1980 | 203     |         | Alba Berlin         |
| 9       | Vereinigte Staaten | Glen Dandridge    | 16.07.1985 | 203     |         | RSB Berkane         |
| 12      | Belgien            | Sacha Massot      | 24.10.1983 | 204     |         | Olympique Antibes   |
|         |                    | Center (C)        |            |         |         |                     |
| 6       | Serbien            | Nikola Janković   | 13.02.1994 | 203     |         | Roter Stern Belgrad |
| 10      | Vereinigte Staaten | Andre Riddick     | 01.02.1973 | 208     |         |                     |
| 13      | Belgien            | Boris Penninck    | 09.09.1988 | 202     |         |                     |
| 15      | Belgien            | Christophe Beghin | 02.01.1980 | 207     |         |                     |

| Trainer | Trainer          | Trainer  |
| Nat.    | Name             | Position |
| ------- | ---------------- | -------- |
| Belgien | Sam Rotsaert     | Chef     |
| Belgien | Pascal Angillis  | Co       |
| Belgien | Sébastien Dufour | Co       |

| Legende           | Legende         |
| Abk.              | Bedeutung       |
| ----------------- | --------------- |
| A-Nat             | Nationalspieler |
| Quellen           |                 |
| Teamhomepage      |                 |
| Ligahomepage      |                 |
| Stand: 14.11.2012 |                 |

| Legende           | Legende         |
| Abk.              | Bedeutung       |
| ----------------- | --------------- |
| A-Nat             | Nationalspieler |
| Quellen           |                 |
| Teamhomepage      |                 |
| Ligahomepage      |                 |
| Stand: 14.11.2012 |                 |

## Bekannte Spieler
| - Éric Struelens 1995/96 - Michael Batiste 2000/01 - / Marcus Faison 2002–2006 - Roel Moors 2002–2006, 2007–2008 - Andre Riddick seit 2002 | - Scooter Barry 2003/04 - / DJ Mbenga 2003/04 - / Ralph Biggs 2004–2007 - Michael-Hakim Jordan 2007/08 - Matt Walsh 2008–2009, 2012/13 | - Joseph Gomis 2010/11 - Brian Greene 2010/11 - Demond Mallet 2010–2012 - Christophe Beghin seit 2010 - Caleb Green 2011/12 | - Jiří Welsch 2011/12 - Tornike Schengelia 2011/12 - Je’Kel Foster 2012 - Derrick Allen seit 2012 |